# Animation en volume
« Stop motion », « Stop-motion » et « Stopmotion » redirigent ici.
L’animation en volume ou animation pas-à-pas (également désignée par le terme anglais stop motion) est une technique d'animation utilisée avec des objets réels, dotés de volume. Alors que les objets sont immobiles en eux-mêmes, cette technique permet de créer l'illusion qu'ils sont dotés d'un mouvement naturel. Différents types d'objets sont utilisés à cette fin : des figurines articulées, des maquettes articulées, du papier plié, de la pâte à modeler, etc. Des exemples célèbres de films ayant recouru à cette technique sont King Kong (1933), de nombreux films fantastiques de la seconde moitié du XXe siècle dont ceux du célèbre Ray Harryhausen (1920-2013) ou, plus récemment, L'Île aux chiens (2018), de Wes Anderson, parmi bien d'autres exemples.
Dans la plupart des œuvres visuelles où cette technique est utilisée, un décor constitué d’objets est filmé à l’aide d’une caméra dédiée à l’animation, c’est-à-dire pouvant enregistrer sur une pellicule cinématographique un seul photogramme chaque fois qu'elle est enclenchée, telle un appareil photo (technique de l'image par image), ou à l'aide d'une caméra à mémoire numérique. Entre chaque prise de vue d'une ou deux images, les objets de la scène sont légèrement déplacés ou transformés. Lors de la restitution à la cadence normale de projection, ces objets — pourtant immobiles lors des prises de vue — donnent l’illusion de bouger par eux-mêmes. La technique est semblable à celle du dessin animé mais avec des objets en trois dimensions.

## Histoire
Le découvreur de l’animation en volume est le réalisateur et comédien américain James Stuart Blackton et Albert E. Smith qui avait réalisé en 1898 The Humpty Dumpty Circus. En 1906, il utilise pour la première fois ce qu’en France on appellera le « mouvement américain, ». Auparavant, l’inventeur français Émile Reynaud a mis au point dès 1892 la première animation dépassant en durée ce qu’offraient déjà en une ou deux secondes les jouets optiques (phénakistiscope, stroboscope, zootrope, folioscope, praxinoscope, zoopraxiscope), c'est-à-dire une ou deux secondes de dessins mis en mouvement cyclique.
Les pantomimes lumineuses de Reynaud offrent en projection sur grand écran dans le cadre de son Théâtre optique une animation de dessins tracés et coloriés directement sur des carrés de gélatine protégée par de la gomme-laque rassemblés en bande continue de 70 mm de large. Ce sont les premiers dessins animés de l’histoire du cinéma et les premiers films d'animation sans caméra. Ils ont déjà une longue durée que n’a à l’époque aucun film, de 1 minute 30 secondes à 5 minutes (les premiers films — autant ceux d'Edison que ceux de Louis Lumière — ne durent que 30 à 60 secondes).
James Stuart Blackton, lui, ne dessine pas sur la pellicule comme Reynaud, il filme image par image des dessins à la craie qu’il a tracés sur un tableau noir, et qu’il transforme (coup d’éponge et nouveau trait) entre chaque prise de vue effectuée à l’aide d’une caméra argentique dont il a modifié le mécanisme. C’est le premier dessin animé sur support photographique de l’histoire du cinéma d'animation, Humorous Phases of Funny Faces (Phases amusantes de figures rigolotes). Ce dessin animé a une durée de 3 minutes. Blackton ne s’en tient pas là, il récidive la même année avec The Haunted Hotel. Il anime selon la même technique de l’image par image les éléments réels d’un petit déjeuner qui se prépare apparemment sans aucune intervention humaine : les tartines sont découpées par un couteau miraculeux, voltigeant au-dessus du pain, la cafetière remplit seule les tasses, le pot à lait fait de même. Un minuscule pantin apparaît enfin, responsable sans doute de ce service invisible. C'est le premier exemple d'animation en volume.
En 1907, les réalisateurs américains Wallace McCutcheon (pour la partie animation en volume) et Edwin S. Porter (pour la partie jouée) tournent The 'Teddy' Bears, destiné aux enfants, adapté d’un conte des frères Grimm, Boucle d’or et les Trois Ours, au cours duquel un ballet d’oursons en peluche constitue une parenthèse dramaturgique étonnante, mais qui a assuré le succès de ce film où les ours de l’histoire, en dehors de ce ballet, sont joués par des comédiens déguisés.
Parallèlement, le réalisateur franco-espagnol Segundo de Chomón adopte cette technique et produit un remake de La Maison hantée, tandis qu’Émile Courtet, dit Émile Cohl, après avoir fait un dessin animé, Fantasmagorie, essaie par animation en volume tout ce qui est à utiliser dans ce procédé : allumettes, papier découpé, marionnettes, personnages humains et leurs accessoires. La technique est maintenant bien rodée.
Ainsi, aux États-Unis, Willis O'Brien réalise les effets spéciaux du film Le Monde perdu en 1925 et de King Kong en 1933, qui assurent le succès de ce dernier et même sa seule existence puisque le personnage principal du singe gigantesque est à 90 % une animation en volume (le reste étant sa main géante animée en prise de vues réelles par d’astucieuses mécaniques et d'habiles manipulateurs).

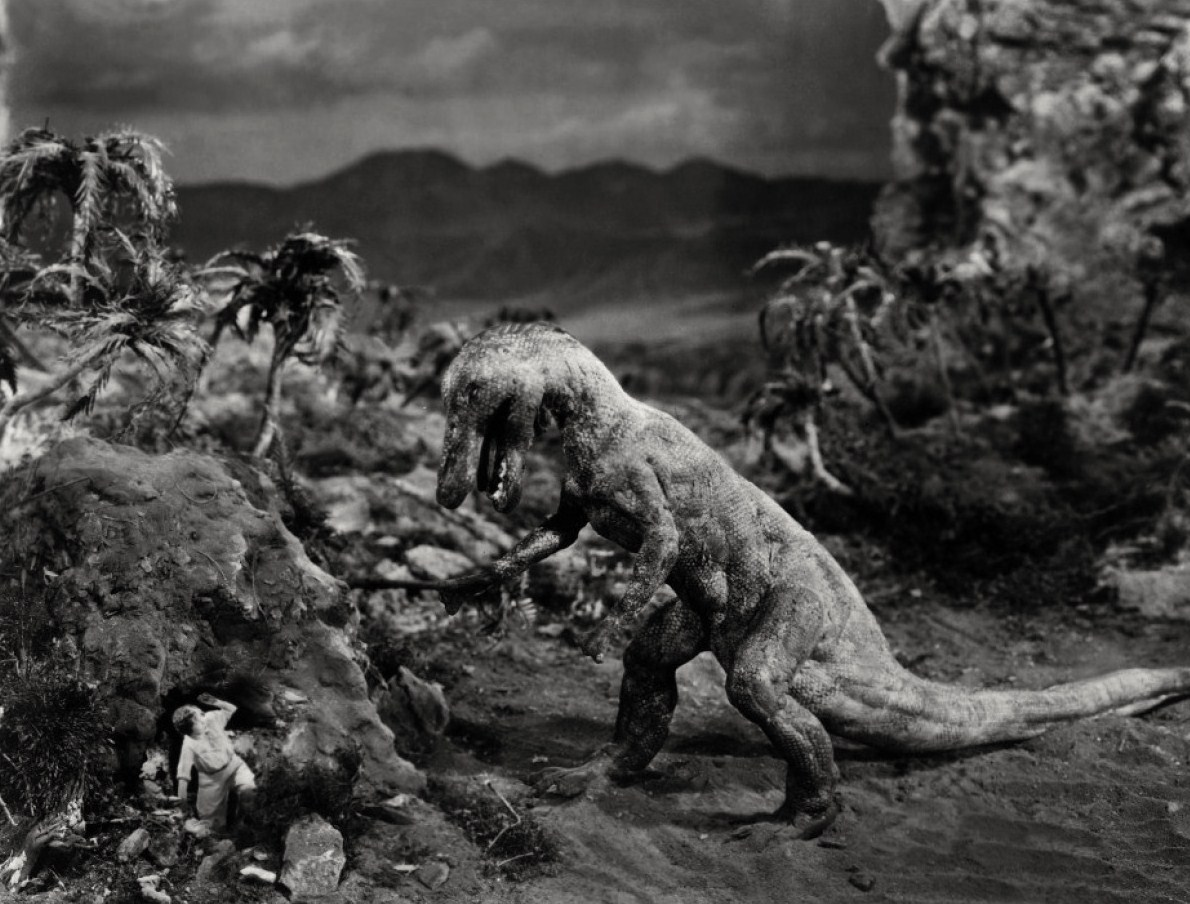
Le Monde perdu (1925) révolutionne le genre, en mêlant, sur un même plan, des acteurs en prise de vues réelle et des personnages d'animation en volume.
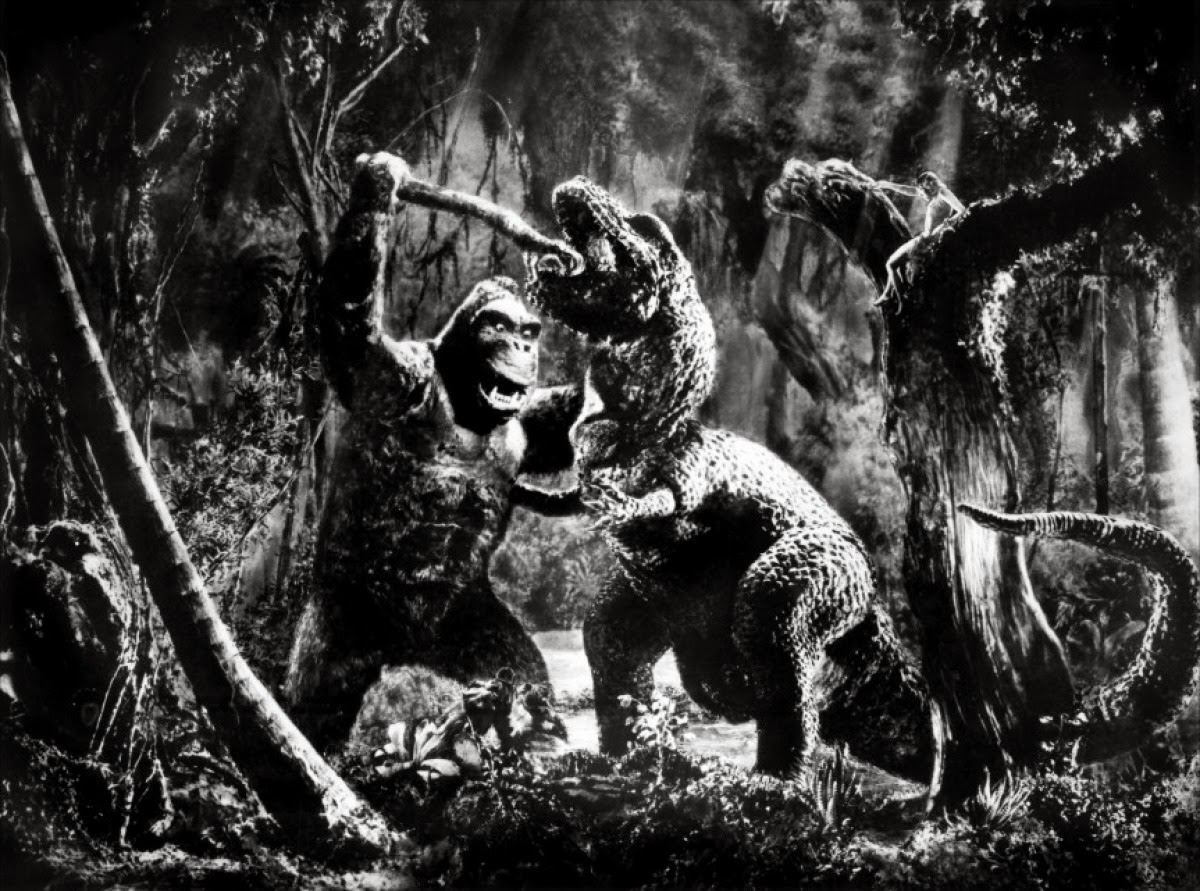
Le combat de King Kong (1933) contre le Tyrannosaure.
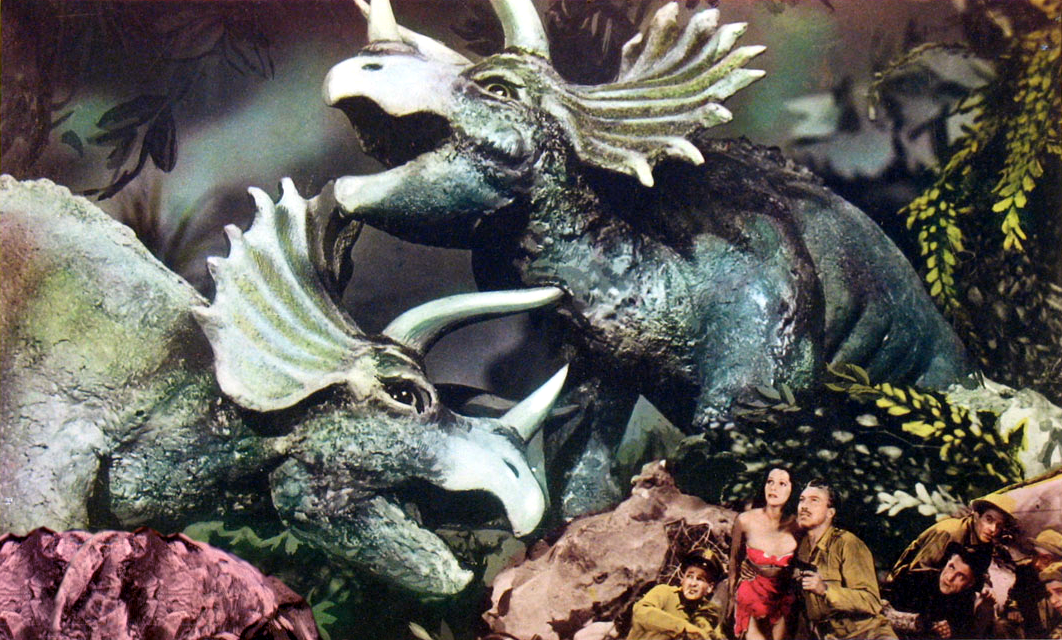
Lost Continent, 1951.

En 1936, le réalisateur Jean Painlevé et le sculpteur René Bertrand, réalisent un court métrage de 13 minutes entièrement réalisé en pâte à modeler : Barbe-Bleue, sous-titré Féerie en sculpture animée. Ce film est réalisé en couleur, en Gasparcolor, un procédé inventé par le Hongrois Bela Gaspart.
Ce film inspire Ray Harryhausen qui, par la suite, travaille, seul ou avec Willis O'Brien, sur de nombreux films comme le long métrage Jason et les Argonautes.
Les animateurs d'animation en volume les plus reconnus dans le monde de l'animation et ayant créé les bases de ces techniques restent certainement les Tchèques Jiří Trnka et Jan Švankmajer, le Russe Ladislas Starewitch et le Japonais Kihachirō Kawamoto, inspiré par le travail de Trnka.
Dans les années 1970 et 1980, Industrial Light & Magic utilise parfois l'animation en volume pour des films tels que la trilogie Star Wars originale : la séquence d'échec, les Tauntauns et les AT-AT dans Star Wars, épisode V : L'Empire contre-attaque, et les AT-ST dans Star Wars, épisode VI : Le Retour du Jedi. Les deux premiers longs métrages de la série RoboCop utilisent une variante de la technique stop motion, appelée go motion, un procédé développé par Phil Tippett.

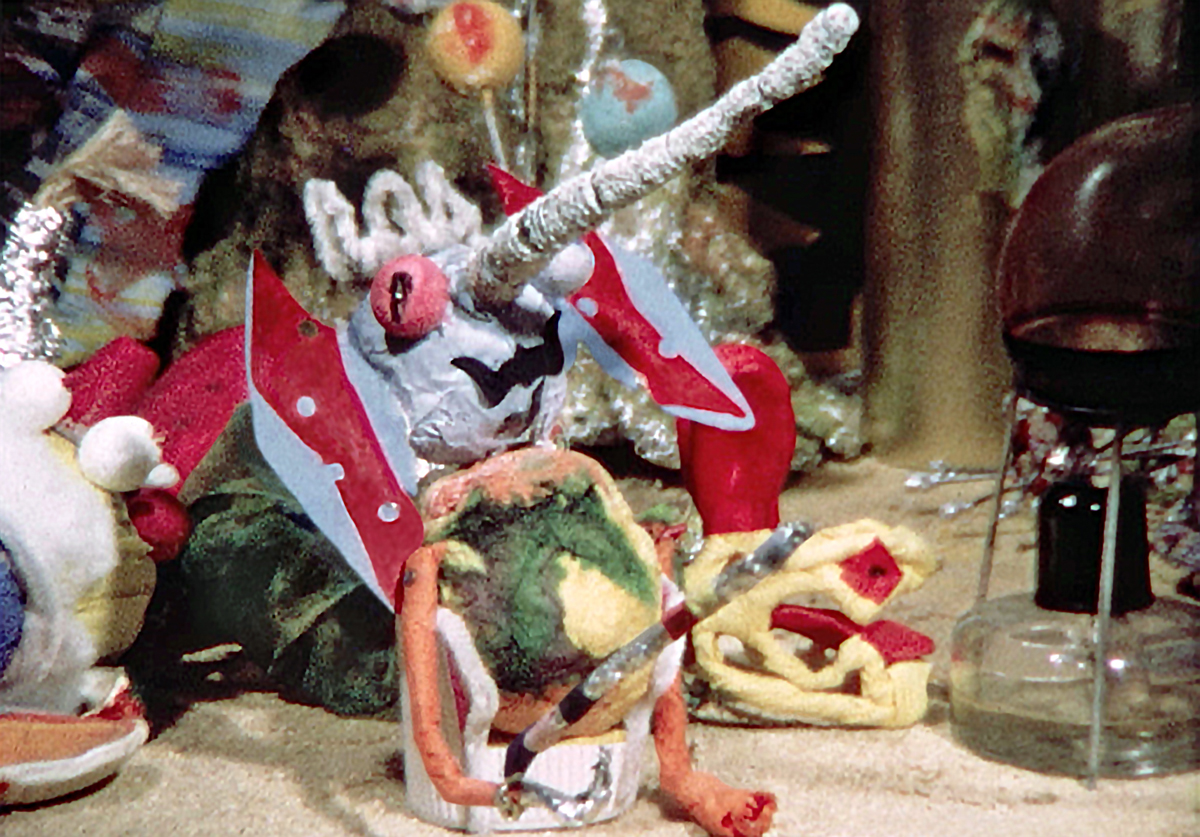
Une idée parmi tant d'autres, 1971. Le monstre engendré par le serpent.

En 1971, à l’initiative de Michel Bourdais qui les accompagna aussi dans leur démarche, deux classes de collégiens de sixième et cinquième de Bagnolet en Seine-Saint-Denis, conçoivent, réalisent et montent un court métrage de 14 minutes : Une idée parmi tant d’autres. Ce film mêle tour à tour : arrêt de caméra, animation en volume et prise de vues réelles.
C’est, en France, la première création collective cinématographique de collégiens de 11 à 13 ans, accomplie entièrement durant les horaires de classes, dans une approche interdisciplinaire et une démarche de projet totalement novatrices à l’époque.
En 1973, le plus vieux film en Lego Stop Motion a été créé par Lars et Henrik Hassing alors agés de 10 et 12 ans pour l’anniversaire de mariage de leurs grands-parents.
En 1974, Will Vinton, animateur indépendant américain, crée Closed Mondays, avec l'aide du sculpteur Bob Gardiner (en), qui leur fait gagner un Oscar. Will Vinton baptise par la suite sa technique claymotion. Mélangeant des peintures à l'huile à la pâte à modeler afin d'obtenir un choix plus vaste de coloris.
Parmi les films récents connus du grand public, on peut citer Le sens de la vie pour 9 dollars 99 de Tatia Rosenthal, L'Étrange Noël de Monsieur Jack de Henry Selick ou les réalisations des studios Aardman Animations (Wallace et Gromit, Chicken Run et Les Pirates ! Bons à rien, mauvais en tout), Les Noces funèbres de Tim Burton et Coraline (également réalisé par Henry Selick) ainsi que Fantastic Mr. Fox de Wes Anderson et Le Petit Prince, sorti en 2015, utilisant à la fois les images de synthèse (par ordinateur) et l'animation en volume. Le studio Laïka s'est également fait remarquer par ses récentes productions (Boxtroll, Kubo), auxquelles a participé Henri Selick.
Côté francophone, on peut noter le succès en 2016 de Ma vie de Courgette de Claude Barras, production franco-suisse.
La technique d’animation en volume est parfois utilisée dans les publicités.

## Technique

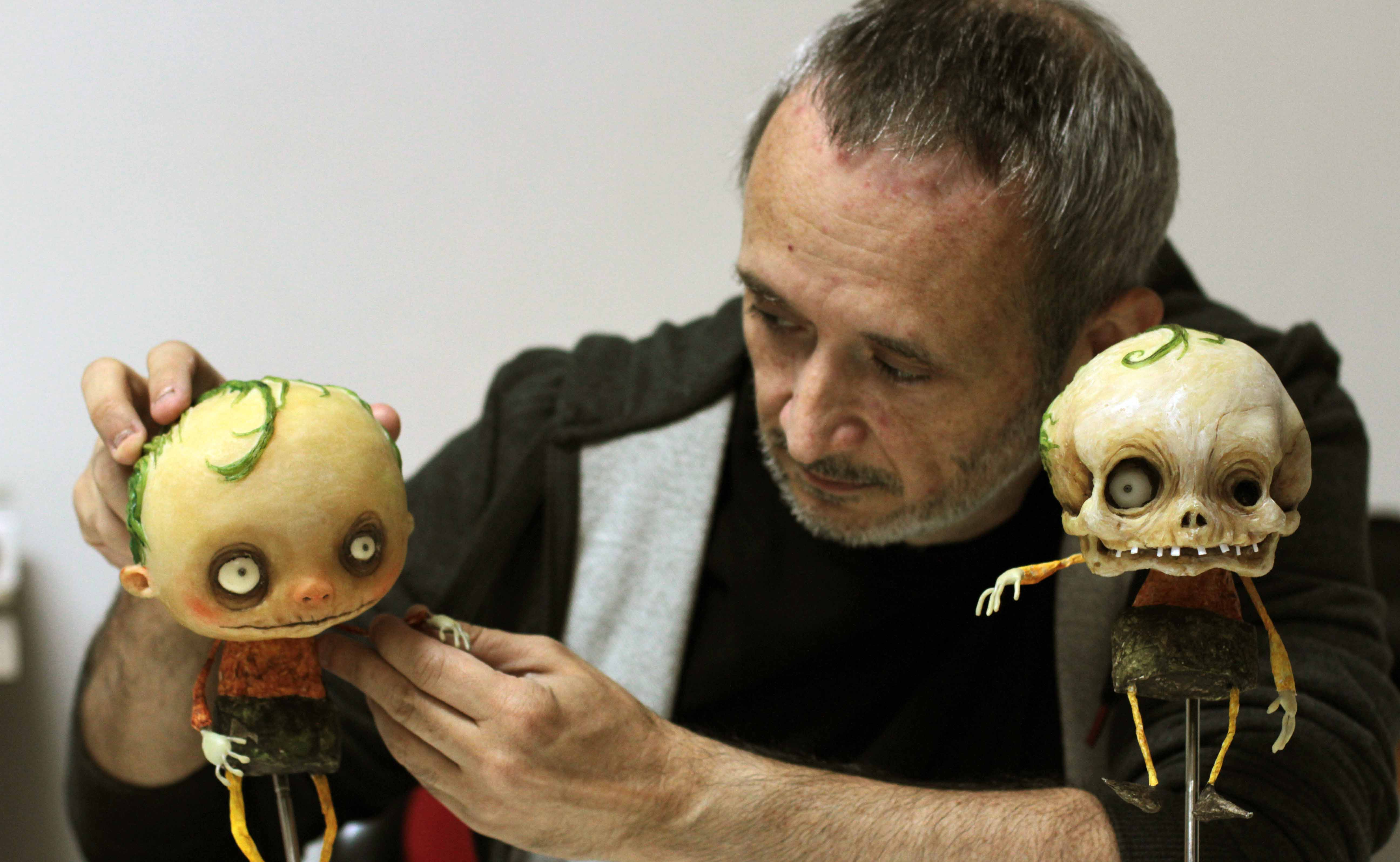
Animateur modifiant la position d'un personnage en volume entre deux prises de vue fixe.

Comme on l’a vu, l'animation image par image consiste à prendre une photo fixe d'une scène fixe, de modifier légèrement le contenu de la scène, reprendre une autre photo fixe, modifier, ad libitum. Cette succession d’instantanés a pour effet secondaire de supprimer le flou de mouvement (motion blur en anglais), le flou directionnel qui apparaît dans les films, ou bien lorsqu'on fait une photo en bougeant trop vite l'appareil ou si le sujet se meut rapidement, par rapport à la vitesse de prise de vue de l'instantané.
La conséquence est que l'animation manque de fluidité dans les gestes rapides, quand le déplacement est important d’un photogramme au suivant. Le rendu donne alors une impression de cisaillement, alors que dans la vie courante, l’œil humain est habitué à percevoir flou ce type de mouvements rapides.
Pour y remédier, en animation en volume, on bouge un peu le sujet lors de la prise de vue, dans la direction du mouvement que l'on veut représenter : c'est le go motion.
Ces deux effets sont utilisés dans de nombreux courts métrages en volume, ainsi que dans la saga Star Wars par Phil Tippett : dans Star Wars, épisode IV : Un nouvel espoir les animations des créatures holographiques du jeu de stratégie (réalisées en stop motion) sont saccadées, alors que dans l'épisode V celles des tauntauns (réalisées en go motion) sont très fluides.
Dans les techniques traditionnelles avec caméra argentique, le fondu enchaîné de très courte durée (soft cut) était parfois utilisée pour réduire les saccades mais l’animation en volume bénéficie, comme les autres formes d’animation, de l’informatique : des logiciels permettent maintenant de lisser les mouvements enregistrés image par image pour leur donner la fluidité nécessaire, par une détermination des déplacements clés puis par un calcul du flou à appliquer entre chaque image. Ce calcul se fait en 2D, alors que les objets photographiés sont souvent des objets en volume sur plusieurs plans. Les films d'animation Magic Bullet et Twixtor utilisent ces techniques[réf. nécessaire].

### Travaux possibles en amateur
Grâce aux techniques de la photographie numérique, l'animation en volume est à la portée de l'amateur : Il n'y a plus de film à développer et le résultat peut être vérifié immédiatement, certains logiciels spécialisés, comme le logiciel libre Stopmotion, permettent de visualiser directement la scène obtenue et de la comparer avec les étapes précédentes.
Une solution économique pour des premiers essais consiste à utiliser une webcam. Celle-ci permet généralement la prise de vue depuis l'ordinateur mais est souvent limitée à une définition de 640 × 480 pixels.
Il est aussi possible d'importer toutes les images dans des logiciels de montage classiques comme VSDC Free Video Editor pour ensuite caler une bande son sur le film.
Le principe est toujours de photographier la scène image par image, un appareil de prise de vue commandé à distance est nécessaire pour garantir la stabilité lors du déclenchement. L'utilisation d'un caméscope télécommandable capable de vues fixes est possible, mais l'idéal est d'utiliser un appareil photo numérique déclenché depuis un ordinateur (par liaison série, FireWire ou plus généralement USB) et pouvant stocker les fichiers directement sur le disque dur géré par l'ordinateur. Des logiciels libres permettant cette fonction sont disponibles en téléchargement.
- L'appareil de prise de vue doit être parfaitement stable de même que l'éclairage : il faut supprimer la lumière du jour, et conserver un éclairage fixe artificiel durant les longues prises de vue.
- Il est nécessaire d'utiliser un logiciel transformant la collection d'images fixes en film vidéo ; divers logiciels existent et permettent éventuellement le recadrage et le traitement (luminosité, teinte) de l'ensemble. Certains logiciels (le logiciel libre Eagle Animation, gratuit Monkey Jam, ou gratuiciel comme Framed pour Mac, ou les logiciels assez onéreux Stopmotion pro ou Adobe Photoshop par exemple) permettent d'obtenir directement un fichier vidéo (AVI, MOV…) après la capture image par image. Si l'on doit retravailler les images (par exemple effectuer une incrustation sur fond vert ou bleu), il est préférable de conserver les images numérotées ou de compiler ces images en un fichier vidéo non ou peu compressé (DV, MJPEG…).
- Un logiciel de montage vidéo permettra le montage final et l'ajout d'une bande son avec l'image.

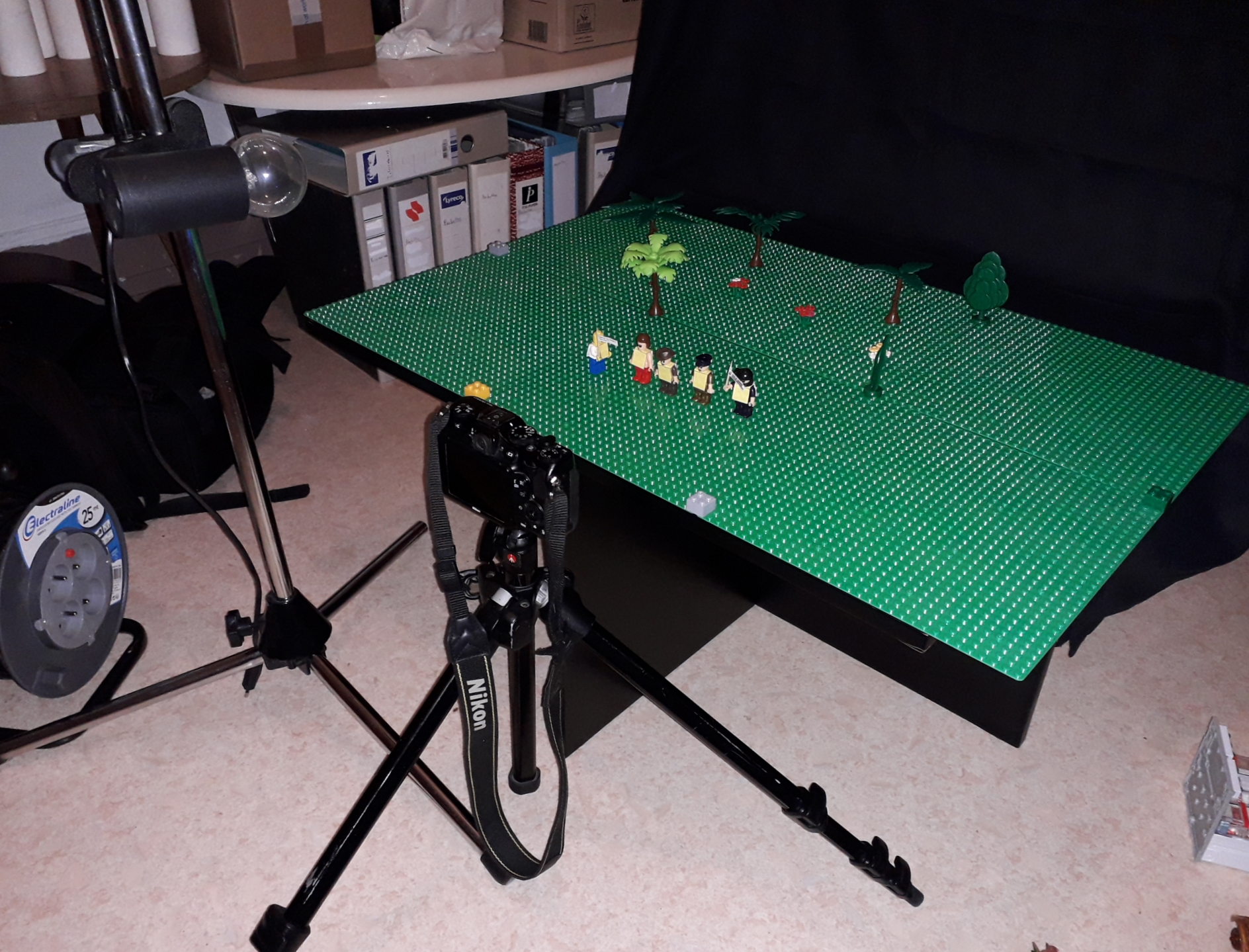
Tournage d'un brickfilm.
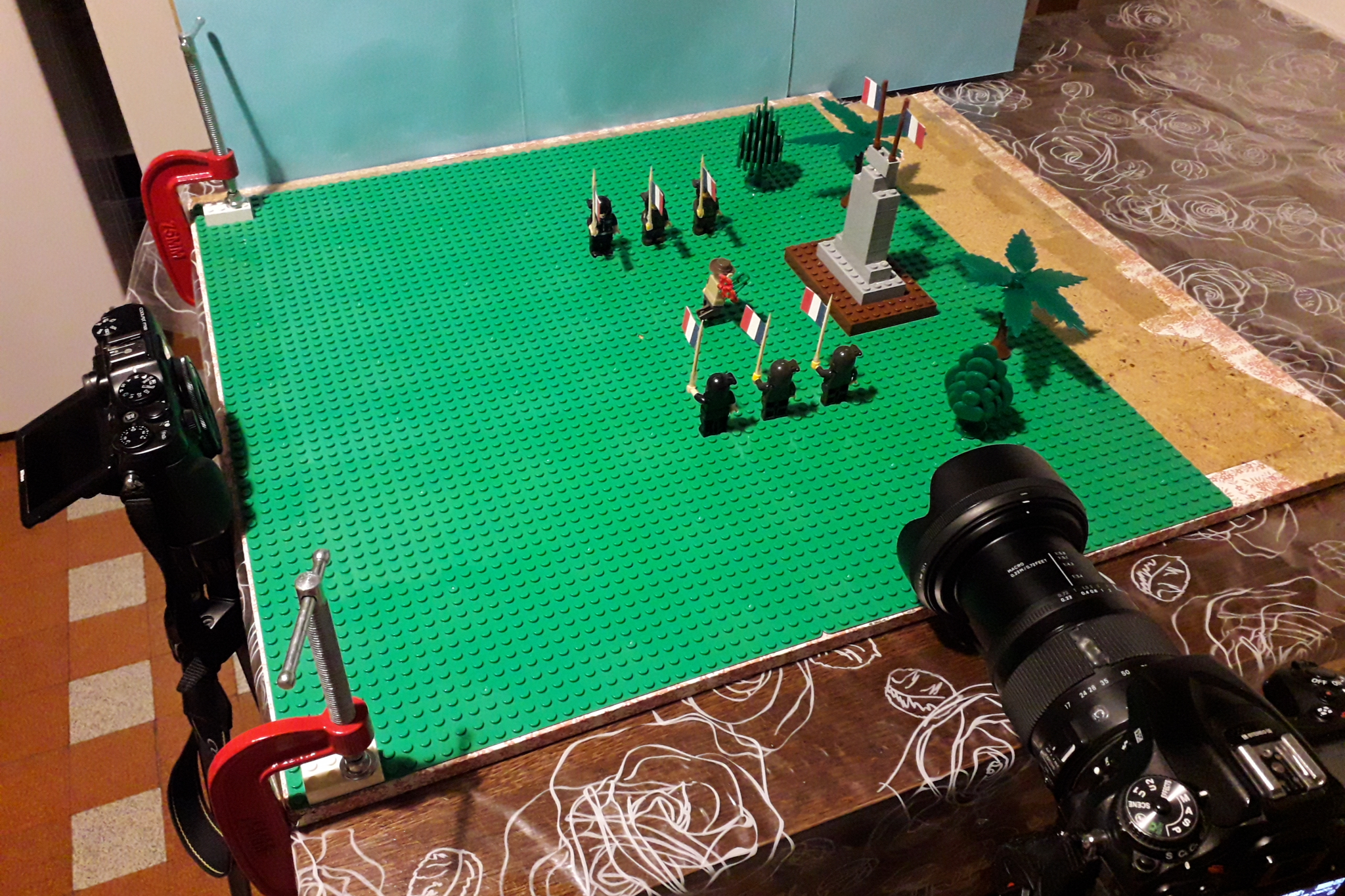
Tournage d'un brickfilm.
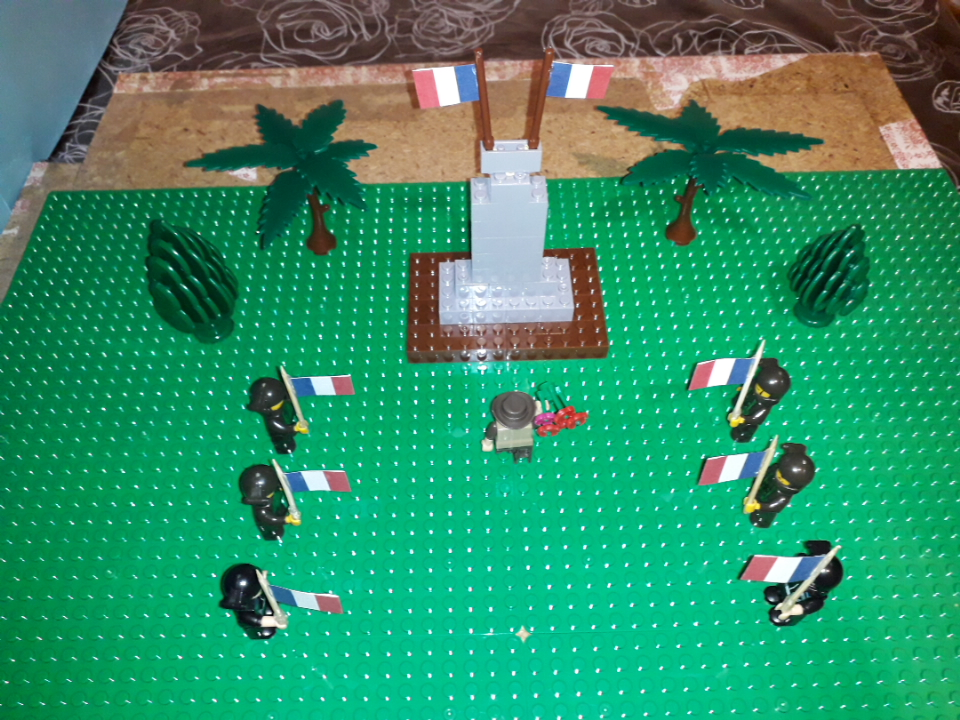
Tournage d'un brickfilm.

### Évolution
Depuis les années 2000, cette technique a tendance à être remplacée par l'animation 3D, parce qu'elle est très contraignante. Cependant, certains réalisateurs reprochent à la 3D sa froideur d'expression, tandis que d'autres décident de mélanger les deux techniques, comme dans le film Les Noces funèbres de Tim Burton, principalement réalisé image par image, mais où certains effets trop complexes ont été faits en 3D.
Enfin, certains réalisateurs habitués à l'animation traditionnelle image par image, décident de réaliser leurs films en 3D en essayant de garder l'aspect et l'animation d'un film animé image par image, comme dans le film Souris City du Studio Aardman. L'utilisation de la 3D dans ce cas a été décidée à cause de l'importance de l'eau dans le film, l'eau étant particulièrement difficile à animer en stop motion.
Les objets (marionnettes, pâte à modeler...) pourront bientôt être animés par de petits robots, déchargeant les humains d'une tâche longue et fastidieuse.

## Variantes
Il existe certaines variantes de l'animation en volume en fonction du type matière des objets animés, comme l'animation de pâte à modeler, l'animation de sable.

### Pixilation

Pixilation signée Segundo de Chomón (1908).

La pixilation (de l'anglais pixilated) est une technique d'animation en volume où des acteurs réels ou des objets sont filmés image par image.

### Cut-out
Le cut-out ou animation de papiers découpés est une technique d'animation en volume, où des personnages en papier sont filmés image par image.

### Clay-motion
Rendue célèbre par Wallace et Gromit et Morph (en) du studio d'animation anglais Aardman, la clay-motion ou clayanimation est une technique d'animation en volume où des éléments en pâte à modeler sont animés image par image.

## Longs-métrages en animation en volume (non exhaustive)
- 1937 : 
  - Le Roman de Renard de Ladislaw et Irène Starevitch, Starewitch Film, Louis Nalpas (version muette) ; UFA (version sonore allemande), Roger Richebé (version sonore française)
- 1947 : 
  - L'Année tchèque (Špalíček) de Jiří Trnka, Jiří Trnka Studio, Krátký Film Praha, Československý státní film
- 1948 : 
  - Le Rossignol et l'Empereur de Chine (Císařův slavík) de Jiří Trnka, Československý státní film
- 1950 : 
  - Prince Bayaya (Bajaja) de Jiří Trnka,
- 1952 :
  - Les Vieilles Légendes tchèques (Staré pověsti české) de Jiří Trnka,
- 1954-1955 :
  - Le Brave Soldat Chvéïk (Osudy dobrého vojáka Švejka) de Jiří Trnka, Loutkový film Praha
- 1959 :
  - Le Songe d'une nuit d'été (Sen noci svatojánské) de Jiří Trnka,
- 1963 :
  - Maxplatte, Maxplatten (Maxplatten) de Jiří Trnka,
- 1964
  - Rudolph le petit renne au nez rouge (Rudolph the Red-Nosed Reindeer ) de Larry Roemer

- 1993 :
  - L'étrange Noël de monsieur Jack (The Nightmare before Christmas), de Henry Selick et produit par Tim Burton  , Touchstone Pictures, Skellington Productions, Tim Burton Productions et Walt Disney Pictures (version 3D)
- 1996 :
  - James et la pêche géante (James and the giant peach), de Henry Selick, Walt Disney Pictures, Allied Filmmakers, Skellington Productions
- 2000 :
  - Chicken Run, de Peter Lord et Nick Park, Aardman Animation avec DreamWorks Animation et Pathé
- 2005 :
  - Les Noces funèbres (Corpse Bride), coréalisé par Tim Burton et Mike Johnson, Laika Entertainment
  - Wallace et Gromit : Le Mystère du lapin-garou (Wallace and Gromit: The Curse of the Were-Rabbit), de Nick Park et Steve Box, Aardman Animation avec DreamWorks Animation
- 2007 :
  - Max et Co réalisé par Samuel et Frédéric Guillaume, Cotoon, Nexus factory, Future film Ldt et Cinemanufacture
- 2008 : 
  - Le sens de la vie pour 9,99$ ($9,99), de Tatia Rosenthal, Australian Film Finance Corporation (en)
- 2009 :
  - Coraline, réalisé et écrit par Henry Selick, Laika Entertainment
  - Fantastic Mr. Fox, de Wes Anderson, Twentieth Century Fox Film Corporation, Indian Paintbrush, Regency Enterprises, American Empirical Pictures et Fox Animation Studios
  - Mary et Max (Mary and Max) d'Adam Elliot
  - Panique au village de Stéphane Aubier et Vincent Patar, La Parti Production, Made in Productions, Mélusine Productions, Beast Productions, Gebeka Films, Les Films du Grognon, RTBF (Télévision belge)
- 2012 :
  - L'Étrange Pouvoir de Norman (ParaNorman), coréalisé par Sam Fell et Chris Butler sur un scénario de Chris Butler, Laika Entertainmen
  - Frankenweenie, de Tim Burton, Tim Burton Productions et Walt Disney Pictures
  - Les Pirates ! Bons à rien, mauvais en tout (The Pirates! Band of Misfits), de Peter Lord et Jeff Newitt, Aardman Animation avec Sony Pictures Animation
- 2013 : 
  - Jasmine, d'Alain Ughetto, Les Films du Tambour de Soie, Mouvement et Les Films d'ici
- 2014 :
  - Les Boxtrolls (The Boxtrolls) réalisé par Graham Annable et Anthony Stacchi, Laika Entertainment
- 2015 :
  - Anomalisa de Duke Johnson et Charlie Kaufman, Paramount Pictures et Starburns Industries
  - Shaun le mouton, le film (Shaun the Sheep Movie), de Richard Starzak et Mark Burton, Aardman Animation avec StudioCanal
- 2016 :
  - Kubo et l'Armure magique, réalisé par Travis Knight sur un scénario de Marc Haimes et Chris Butler (Kubo and the Two Strings), Laika Entertainment
  - Ma vie de courgette de Claude Barras
- 2018 :
  - Cro Man (Early Man), de Nick Park, Aardman Animation avec StudioCanal
  - L'île aux chiens (Isle of dogs), de Wes Anderson, American Empirical Pictures, Indian Paintbrush et Scott Rudin Productions
- 2019 :
  - Monsieur Link (Missing Link), réalisé et écrit par Chris Butler, Laika Entertainment
  - Shaun le mouton : La ferme contre-attaque (A Shaun the Sheep Movie: Farmageddon), de Will Becher et Richard Belan, Aardman Animation avec StudioCanal
- 2021 : 
  - Junk Head de Takahide Hori
  - Même les souris vont au paradis par Jan Bubeniček et Denisa Grimmovà, Gebeka Films et Cinemart
- 2022 :
  - La Maison (The house), de Emma De Swaef, Marc James Roels, Niki Lindroth von Bahr et Paloma Baeza, Nexus Studios
  - Pinocchio (Guillermo del Toro's Pinocchio) de Guillermo del Toro, Pathé Films, Necropia Entertainment, Netflix Animation, ShadowMachine (en), Double Dare You Productions, El Taller del Chucho et The Jim Henson Company
  - Wendell et Wild (Wendell and Wild), de Henry Selick, Netflix Animation, Monkeypaw Productions, Gotham Group et Principato-Young Entertainment
- 2023 :
  - Chicken Run 2 (Chicken Run 2), de Sam Fell, d’après une histoire originale de Sam Fell, Aardman Animation
  - Interdit aux chiens et aux italiens, d'Alain Ughetto, Les Films du tambour de soie, Vivement lundi !, Foliascope, Lux Fugit, Graffiti Film, Ocidental Filmes et Nadasdy Film SARL
  - Léo, la fabuleuse histoire de Léonard de Vinci (The Inventor), de Jim Capobianco et Pierre-Luc Granjon d'après une biographique sur Léonard de Vinci
  - Seventeen, écrit par John Brownlow (En production), Laika Entertainment
  - 2024:
  - Mémoires d'un escargot (Memoir of a Snail) de Adam Elliot,Arenamedia,Snails Pace Films
  - Wallace et Gromit : La Palme de La Vengeance (Wallace & Gromit : Vengeange Most Fowl) de Nick Park et Merlin Crossingham , Aardman Animation

## Quelques réalisateurs
- Irwin Allen
- Wes Anderson
- Garri Bardine
- Claude Barras
- Jiří Barta
- James Stuart Blackton
- Patrick Bouchard
- Charley Bowers
- Tim Burton
- Ivo Caprino
- Segundo de Chomón
- Émile Courtet (Émile Cohl)
- Serge Danot
- Adam Elliot
- Oskar Fischinger
- Terry Gilliam
- Michel Gondry
- Ray Harryhausen
- Co Hoedeman
- Jean Image
- Jean-Pierre Jeunet
- Kihachirō Kawamoto
- Peter Lord
- Wallace McCutcheon
- Norman McLaren
- Willis O'Brien
- Jean Painlevé
- Nick Park
- Tatia Rosenthal
- Henry Selick
- Ladislas Starewitch
- Suzie Templeton
- Gaston Velle
- Jan Švankmajer
- Frédéric Guillaume